# Víctor Santa María
Víctor Santa María (Buenos Aires, 11 de diciembre de 1965) es un político, empresario, sindicalista y dirigente deportivo argentino, que se desempeña como Secretario General del Sindicato Único de Trabajadores de Edificios de Renta y Horizontal (SUTERH). Fue presidente del Partido Justicialista porteño, fue el Convencional Constituyente más joven de la Ciudad de Buenos Aires por Nueva Dirigencia, y luego se desempeñó como Legislador de la ciudad de Buenos Aires, cumpliendo funciones como Vicepresidente del bloque. También es diputado argentino del Parlasur desde diciembre de 2015.
Es Secretario General de FATERYH, y presidente de UITEC (organizaciones sindicales de trabajadores de edificios). Bajo su gestión en SUTERH se creó la Universidad Metropolitana para la Educación y el Trabajo (UMET), que tras ser aprobada en 2012 se convirtió en la primera casa de estudios superiores en América Latina sostenida por una organización sindical.
Es director general del Grupo Octubre, que gestiona las revistas Caras y Caretas, Página 12, Diario Z, Revista PIN, El Planeta Urbano, los canales de televisión elnueve e Información Periodística y las emisoras de radio AM 750, Radio Blackie FM 89.1, Mucha Radio FM 94.7, Like FM 97.1, Aspen FM 102.3, Radio Malena y Radio Oktubre (se emiten por streaming) todas de la Ciudad Autónoma de Buenos Aires.
A principios de 2012 fue elegido presidente del Club Sportivo Barracas. En mayo pasó a formar parte del Consejo Económico y Social de la ciudad de Buenos Aires y a fines de junio fue elegido vicepresidente segundo de la organización.

## Biografía

### Comienzos
Santa María nació el 11 de diciembre de 1965 en la ciudad de Buenos Aires. Estudió en los colegios ENET Nº 10 "Fray L. Beltrán" y ENET Nº 12 "J. F. De San Martín" de su ciudad natal, recibiéndose de Técnico en Electrónica especializado en telecomunicaciones.
Desde muy joven, comenzó a interesarse por la política, en especial siguiendo de cerca la tarea de su padre José Francisco Santa María. En tiempos de la dictadura militar, cuando realizaba sus estudios secundarios, se incorporó al Centro de Estudiantes en 1981. En ese ámbito, participó de múltiples acciones asociadas a la lucha popular en favor de la recuperación democrática. Además, integró desde sus inicios la Agrupación Azul y Blanca 2 de Octubre, de la que actualmente es miembro de la mesa de conducción.

### Carrera política

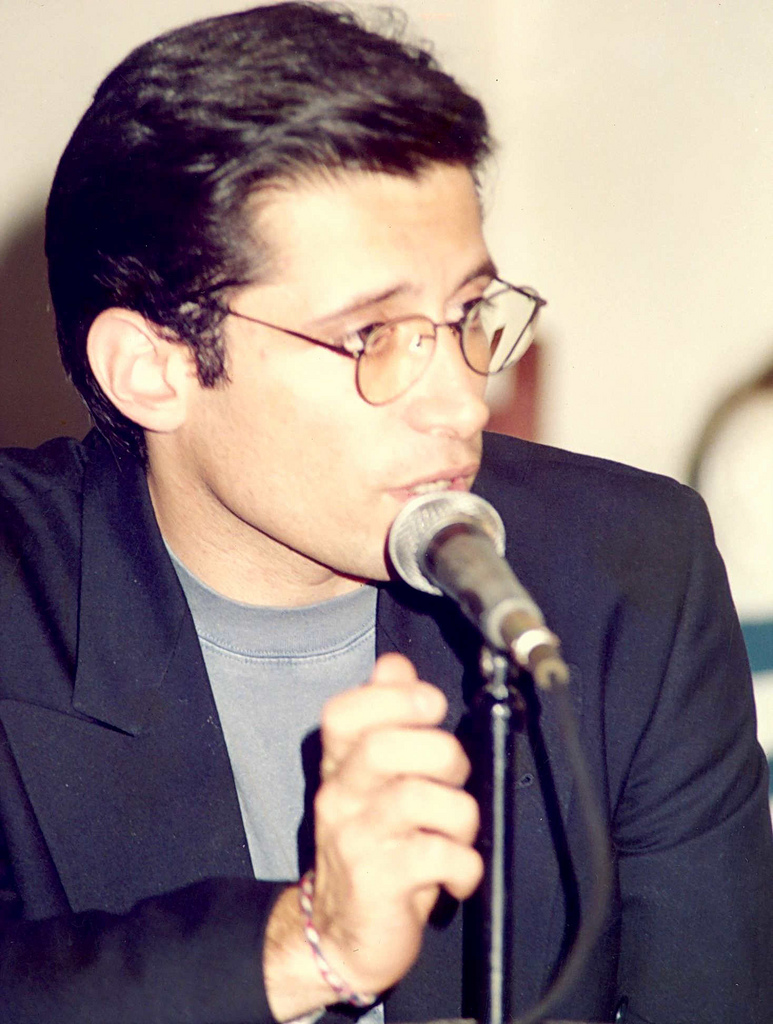
Santa María en la década de 1980

Santa María empezó a militar en política, durante los años 80, en el peronismo de la renovación, con Carlos Grosso, Jorge Argüello y Eduardo Valdés.
En 1989 por primera vez accedió al Consejo Directivo del Síndicato Único de Trabajadores de Renta y Horizontal (SUTERH), y en 1995 fue elegido para integrar el Consejo Directivo de la Confederación General del Trabajo (CGT). En la que fue una de sus primeras responsabilidades institucionales, asumió la Secretaría de la Obra Social del gremio dirigido por su padre.[cita requerida]
Su actividad sindical lo llevó a desempeñarse como Congresal Metropolitano del Partido Justicialista de la Ciudad de Buenos Aires. Posteriormente, fue elegido como Secretario Gremial de la Juventud Peronista a nivel nacional. Siendo su integrante más joven, en 1996 participó de la Convención Constituyente que se encargó de redactar la Constitución de la Ciudad Autónoma de Buenos Aires. Entonces, ejerció la presidencia de la estratégica Comisión de Declaraciones, Derechos y Garantías.
Fue elegido legislador de la Ciudad Autónoma de Buenos Aires en 1999, accediendo en sociedad con Gustavo Béliz, bajo el sello de Nueva Dirigencia. En 2002, presentó su renuncia al ser procesado por la Justicia por irregularidades en la administración del SUTERH.
Desde el 6 de abril de 2014, se desempaña como presidente del Partido Justicialista de la Ciudad Autónoma de Buenos Aires, tras haberse realizado las elecciones internas de este partido.
El 25 de octubre de 2015, siendo elegido en forma directa por voto popular, se convirtió en uno representantes argentinos ante el Parlasur al ser candidato por el Frente para la Victoria. Asumió en diciembre de ese año.
En 2015 participó del trinomio de Agrupación Boquense que encabezó José Beraldi en las elecciones en Boca Juniors donde terminaría imponiendose la fórmula de Daniel Angelici.

### Carrera sindical

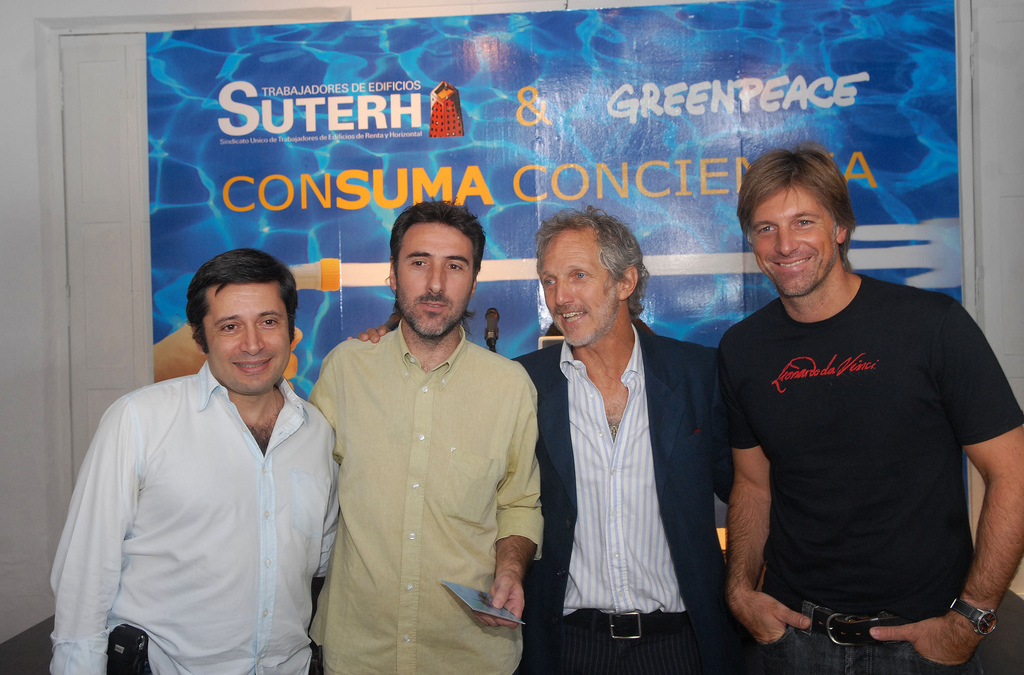
Santa María en el año 2009 junto a (de izquierda a derecha) Juan Carlos Villalonga (Director Político de Greenpeace Argentina), Boy Olmi y Horacio Cabak, en la presentación de la campaña "ConSuma Conciencia" para el ahorro de agua

Como parte de sus actividades, desde la Vicepresidencia de la Obra Social del Personal de Edificios de Renta y Horizontal (OSPERyH) que ejerció hasta el 31 de marzo de 2014, Santa María diseñó y coordinó campañas de difusión relacionadas con temas de salud tales como la prevención del cólera (1990-1992) y la campaña de concienciación sobre el VIH (1992-1993).
Otra de las preocupaciones de Santa María fue la promoción de la conciencia ecológica y el cuidado ambiental, a través de campañas públicas como “Por una flor de ciudad” (1993) y una anticipatoria “Campaña sobre el Uso Racional del Agua”, que actualmente continúa a base de acuerdos con organizaciones especializadas como Greenpeace, entre otras. Además, promovió la creación del Móvil Verde (programa de educación ambiental) que desde 1995 difunde material a distintas organizaciones sobre la necesidad de respetar la naturaleza y la importancia de cuidar los recursos no renovables.
En dos oportunidades Santa María recibió el premio otorgado por la Fundación Huésped por su participación en la lucha contra el sida y el Premio Fidel, otorgado por la Fundación S.O.S. Vida, por la defensa del Medio Ambiente.
Desde 1997 se desempeña como Secretario General de la Federación Argentina de Trabajadores de Renta y Horizontal (FATERYH), y, al mismo tiempo, preside la Obra Social del Personal de Edificios de Renta y Horizontal de la República Argentina (OSPERyHRA).
Santa María gestionó la incorporación de la FATERYH a la FIET (Federación Internacional de Empleados y Técnicos) en 1988 y más recientemente a la UNI (Unión Network International), organización internacional que nuclea a más de 16 millones de trabajadores en todo el mundo. En esta entidad, ejerció la presidencia del Comité Regional de Jóvenes de UNI Américas, y lo sigue haciendo a través de otros cargos institucionales.
En 1994 organizó y coordinó el Primer Encuentro de Hijos de trabajadores de edificios del Mercosur, donde participaron más de cien representantes de Argentina, Brasil, Uruguay y Chile.
Hacia 2010 promueve la creación de la Unión Iberoamericana de Trabajadores de Edificios y Condominios (UITEC ), una asociación regional de los sindicatos del sector edificios, condominios, limpieza, mantenimiento y vigilancia, abierta a todos sindicatos de otros sectores que se interesen en la promoción y defensa de los derechos del trabajador a nivel iberoamericano, buscando el mejoramiento de la calidad de vida y la de su grupo familiar.
En 2011 fue elegido como sindicalista del año por el periódico especializado Mundo Gremial. por la revista Mundo Gremial a través de una encuesta en su portal web obteniendo el 52,6% de los votos.
Santa María también forma parte del Consejo Económico y Social de la ciudad de Buenos Aires, una iniciativa que empezó a funcionar el martes 8 de mayo de 2012. Presidido por Sergio Abrevaya, y conformado por 26 miembros entre dirigentes y autoridades de instituciones del ámbito empresarial, sindical, académico, confesional, profesional y social que se desempeñaran en el organismo estableciendo los lineamientos de esta entidad.
El 25 de junio de 2012 los integrantes del Consejo Económico y Social de la ciudad lo nombraron vicepresidente segundo del mismo.

### Promotor cultural y editor
En 1992, Santa María impulsó la creación de la Fundación Octubre, institución que se ha convertido en un poderoso motor cultural tanto hacia el interior del complejo institucional Suterh, como hacia la sociedad en general. Creando los Centros de Formación Profesión N° 28, José María Freire que todos los años reciben miles de alumnos para carreras como electricidad, plomería, gasista matriculado, seguridad e higiene, idiomas, gastronomía, entre otras profesiones. También, crearon el Instituto Superior Octubre (ISO) que dicta carreras como músico profesional, turismo, hotelería, seguridad e higiene y automatización y robótica.
Creó y organizó durante diez años los Premios Octubre para promocionar a nuevos valores y talentos jóvenes en las áreas de Literatura, Investigación, Artes Visuales y Música. También fundó los Premios Nuevos Horizontes y Premios Latinoamérica Siglo XXI destinados a hijos de trabajadores de edificios de todo el país, que se hayan destacado en las calificaciones de sus estudios.
En 2002 impulsó la creación del Instituto Superior Octubre (ISO SUTERH) que elevó al gremio de los trabajadores de edificios al nivel de la educación terciaria. Dándole continuidad al impulso brindado a la capacitación que se viene dando desde 1992 con la creación del Centro de Formación Profesional Nro. 28 "Ministro José María Freire".
En 2005 relanzó la revista Caras y Caretas junto al historiador Felipe Pigna y la periodista María Seoane. A esto se sumaron luego el Centro Cultural y la sala modelo que llevan el nombre de la revista.
A través del sindicato, consiguió a principios de 2009 la licencia para poder trasmitir desde el éter en la frecuencia AM 750, ubicada entre Radio 10 y Mitre, dos de las emisoras más escuchadas en el país. Y está al aire desde el agosto del 2010. Con un contenido tanto político como cultural. Convocó al periodista Eduardo Aliverti para que sea el director de la radio. También desde Fundación Octubre desarrolla el semanario porteño Diario Z y se relanzó en 2011 la revista El Planeta Urbano.
La creciente participación de Santa María dentro del Club Sportivo Barracas llevó a que este asumiera la presidencia del mismo en el mes de mayo de 2012. El dirigente se comprometió a "recuperar" el club para todo el barrio "desde lo social, lo deportivo y lo político" y aseguró que su objetivo "es lograr reivindicar el orgullo de casi 100 años de historia de esta institución".
El 12 de septiembre de 2012 la presidente Cristina Fernández de Kirchner a través de la cadena nacional autorizó la creación de la Universidad Metropolitana para la Educación y el Trabajo (UMET) bajo el decreto 1641/2012. Con este hecho el Suterh se convierte en el primer sindicato en concretar el logro de una universidad propia. En el acto la presidenta destacó este hecho: "que un sindicato haya organizado una universidad es muy meritorio". Las instalaciones fueron inauguradas en 2013 con la presencia de la presidente argentina Cristina Fernández de Kirchner y el exmandatario brasileño Lula Da Silva.
En el mes de junio de 2013 en su condición de presidente del Club Sportivo Barracas, fue elegido como nuevo titular de la Confederación Argentina de Deportes (CAD). El periodo de su mandato rige desde 2013 hasta 2017.
Desde Grupo Octubre, lanzó dos proyectos comunicacionales que impulsan nuevos espacios culturales: Revista PIN y Radio Malena.
En el mes de marzo de 2014, en la segunda edición del Premio Nuevas Miradas, recibió una distinción por su contribución al impulso de la producción audiovisual, la defensa de la democracia, los derechos humanos y la construcción de una Nación más igualitaria.
A principios de 2016, el Grupo Octubre anunció la "fusión" del multimedios con el diario Página/12, hasta ese momento propiedad de los empresarios Jorge Prim, Hugo Soriani y Fernando Sokolowicz.
A mediados de la primera semana de diciembre de 2018 adquiere la sociedad FM del Barrio SRL titular de las frecuencias de FM Palermo 94.7 y 93.9 de la Ciudad Autónoma de Buenos Aires incluido el edificio de la calle Dr. Emilio Ravignani 1732. En cuanto a su programación, en la frecuencia de 94.7Mhz tiene previsto lanzar en 2019 una señal deportiva cuya figura principal sería Gonzalo Bonadeo (seguramente con un ciclo a las 16). También habrá un espacio para los cuadros de fútbol más importantes de nuestro país, como Boca los lunes; River, los martes, y Racing, los miércoles.
En 2020, el Grupo Octubre lanzó dos radios FM Like 97.1 y Mucha Radio 89.5 y el canal de noticias Información Periodística, ese mismo año le adquiere el canal de televisión elnueve y la radio Aspen al grupo mexicano Albavisión.
En 2021 lanzó la FM de contenido jazz, Blackie en la 89.1 sustituyendo a Oktubre que pasó a emitir en Streaming. El 1° de junio cesó las transmisiones de la radio deportiva Club Octubre en la 94.7, esta frecuencia pasó a emitir Mucha Radio que estuvo en la 89.5 MHz.

## Controversias

### Presuntos negocios ocultos con rivales políticos y espías
En 2021, el periodista Ari Lijalad publicó en El Destape Web una nota en la que desarrolla y explica como Santa María se asoció secretamente en varios negocios con sus supuestos rivales políticos e ideológicos, el Jefe de Gobierno de CABA de Juntos por el Cambio Horacio Rodríguez Larreta y la ex N° 2 de la Agencia Federal de Inteligencia Silvia Majdalani -actualmente procesada por espionaje y escuchas ilegales de miembros del kirchnerismo y el peronismo durante el gobierno de Mauricio Macri-, al igual que Ignacio Sáenz Valiente, uno de los abogados más importantes del Grupo Clarín. Lijalad también dijo al respecto que la relación financiera y política oculta de Santa María con los mencionados era "una ambigüedad poco justificable, en la que se mezclan intereses políticos y millones de pesos". Lijalad afirmó al respecto: "El presidente del PJ Capital se asoció con el jefe de Gobierno de CABA y candidato presidencial de Juntos por el Cambio y los principales perseguidores de Cristina, desde la AFI a los medios".
Las relaciones incluyen un hotel del sindicato cuya concesión estaría a cargo de la hermana de Larreta, la hija de Majdalani y el abogado Saénz Valiente, «a cambio de un canon irrisorio». Por otra parte, los hijos de Santa María trabajan en empresas vinculadas a los mismos personajes, pero también habría otros negociados con los hoteles del sindicato y «algunas fuentes señalan también la existencia de otros manejos inmobiliarios», aseguró en su nota.
Lijalad también recordó que el sitio de Horacio Verbitsky, El Cohete a la Luna, publicó una nota poco antes de la suya en la que se informaba que «en los medios del Grupo Octubre existe una lista negra de personas que no se pueden mencionar. Entre ellas figuran Majdalani y Sáenz Valiente. A Larreta no se lo puede silenciar, aunque sí proteger.» Un apartado especial mereció la sociedad Midas Hotel Management, a la que la FATERYH, la Federación de encargados de edificios, entregó la concesión de un hotel turístico de Iguazú para uso y explotación a cambio de 150 mil pesos por mes; en esa sociedad estarían involucrados directa o indirectamente todos los mencionados personajes, incluido Santa María.
El ministro de Turismo y Deportes de Argentina, Matías Lammens, acusó a Santa María de extorsión y difamación en los medios del Grupo Octubre.
Santa María suma también muchas polémicas por las empresas que adquirió supuestamente en nombre del sindicato y su uso personal para traslados del helicóptero perteneciente al gremio.

## Libros publicados
Santa María es coautor de los siguientes libros:
- "Salud SOS Sistema de Obras Sociales" (1992)
- "Buenos Aires: Una Constitución para todos" (1997)
- "Consumidores: ¿Ciudadanos del siglo XXI?" (2000)
- "Una Ciudad Renovada" (2001). Director de la colección.
- "Evita. Esa Mujer" (2007), junto a María Seoane
- "El Cordobazo, los veinte días que conmovieron a la Argentina" (2009), junto con María Seoane.

## Premios y distinciones
- "Embajador por la Paz y Seguridad en el Mundo" (2014), nombrado por el Parlamento Internacional de los Estados para Seguridad y Paz para Sudamérica por su labor y compromiso cotidiano en la creación de vínculos sociales más equitativos y pacíficos.[43]
- Doctorado Honoris Causa (2011) por parte de la Honorable Academia Mundial de Educación en "mérito a su destacado liderazgo y su compromiso como activo promotor de la excelencia y la calidad educativa".[44][45]
- Seleccionado en el Programa "Prolides MERCOSUR" (2000), una iniciativa dedicada a formar líderes con una perspectiva internacional para el desarrollo del liderazgo en el MERCOSUR.